# 成田山站
成田山站（日语：／ Naritasan eki */?）是位於愛知縣犬山市大字犬山字南山，名古屋鐵道猴子公園單軌電車線的鐵道車站（廢站）。

## 概要
車站位於成田山內的停車場上方。因此，私家車停泊在成田山停車場後，乘客會此站乘車前往動物園站。
另外，乘客持有車票來往動物園站時，可於此站中途下車。

## 歷史
- 1962年（昭和37年）3月21日：車站啟用。
- 2008年（平成20年）12月28日：猴子公園單軌電車線被廢除，此站也被廢除。

## 車站構造

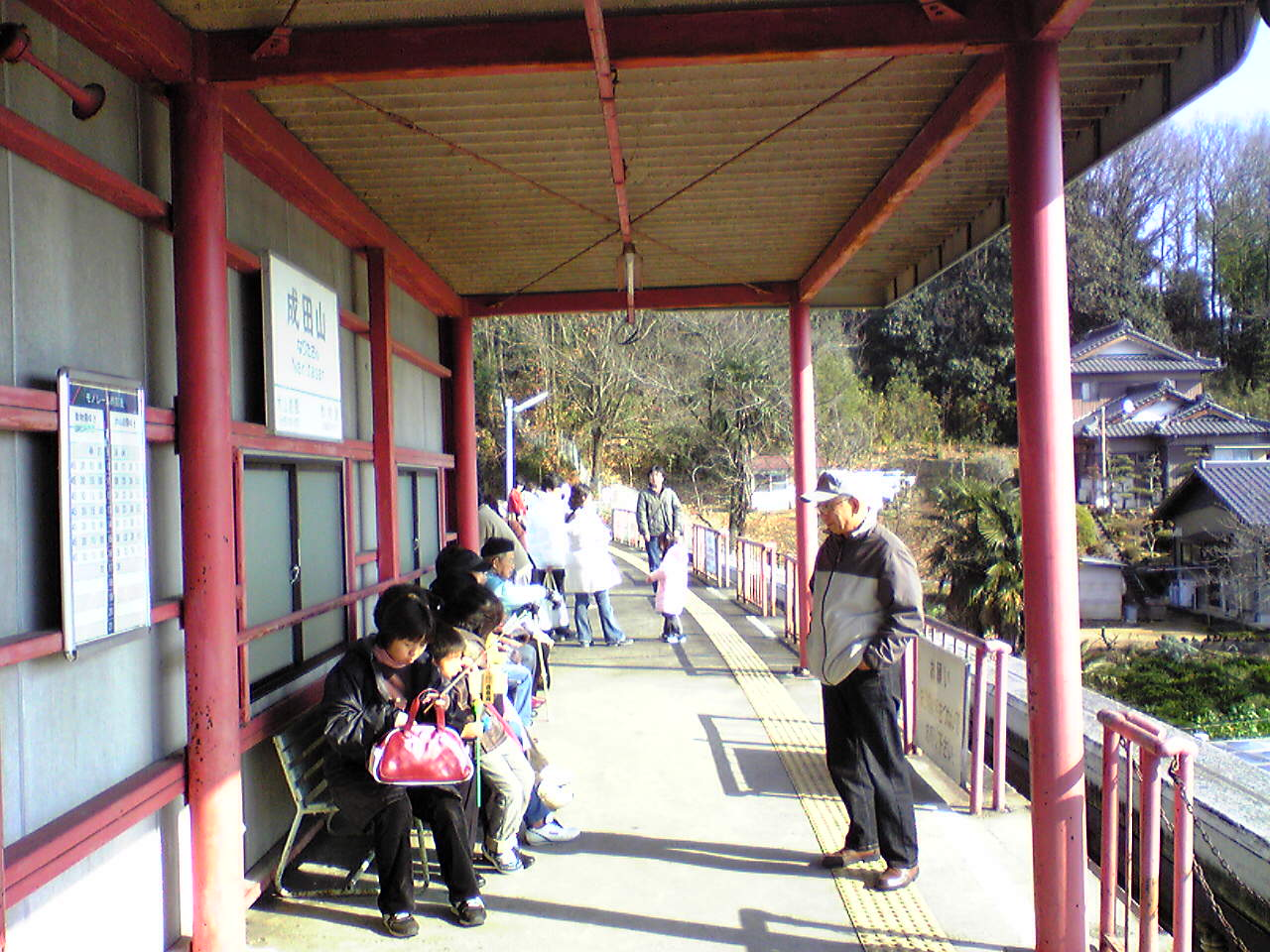
月台（2008年1月）

此站是架空車站，此站設有1面1線的單式月台。雖然此站是有人車站，但是沒有廁所或自動售票機。
另外在猴子公園單軌電車線廢除前，此站是唯一設置站名牌的車站。

## 使用狀況
- 在中提及在1992年度，當時1日平均上下車人次為593人，為除岐阜市內線均一車費區間內各站（岐阜市內線、田神線、美濃町線徹明町站至琴塚站之間）外名鐵所有車站（342站）中排名第267，單軌鐵路線（3站）排名第3[1]。

## 車站周邊
- 成田山名古屋別院大聖寺（日语：成田山名古屋別院大聖寺）

## 相鄰車站
名古屋鐵道
猴子公園單軌電車線
犬山遊園－成田山－動物園

## 注腳
1. 1 2  名古屋鉄道広報宣伝部（編）. . 名古屋鉄道. 1994: 651–653 （日语）.